# Jaap Beekman
Jacob (Jaap) Beekman (Zwolle, 21 december 1919 - Zwolle, 15 november 2010) was een Nederlands verzetsstrijder tijdens de Tweede Wereldoorlog.
Beekman nam in 1938 dienst bij het derde regiment rode huzaren en werd kort voor de oorlog overgeplaatst naar het eerste eskadron pantserwagens in Vught. Hij had de mulo gevolgd en wilde graag beroepsmilitair worden. Bij het uitbreken van de oorlog was hij werkzaam bij de bewaking van het vliegveld Ypenburg, maar dat werd overrompeld en ingenomen door de Duitsers. Beekman en de andere Nederlandse soldaten werden ontwapend en vrijgelaten.
Beekman besloot, net als velen van zijn collega's, in het verzet te gaan. Hij slaagde erin om naar Engeland te vluchten. Via een barre tocht naar Spanje, de boot naar Curaçao, door naar Venezuela, en toen naar Amerika en Canada lukte dat. In Canada meldde hij zich aan bij de Prinses Irene Brigade en werd met de Queen Elisabeth doorgestuurd naar Wolverhampton in Engeland. Hij ging een opleiding volgen als organisator en wapeninstructeur om uitgezonden te kunnen worden naar bezet gebied. Ook volgde hij een cursus radiografie op de radioschool in Thame, en ontmoette daar Yolande Unternäher, een Française uit Zwitserse ouders. In augustus 1943 trouwden ze, maar drie weken later moest Yolande Beekman reeds naar haar eigen opdracht toe in Frankrijk. Zij zou de oorlog niet overleven, want ze werd na arrestatie en transport doodgeschoten in Kamp Dachau in 1944. Jaap Beekman werd per parachute gedropt in Beerzerveld, waar hij tot het eind van de oorlog in het verzet zat. Later zou hij ook nog de Engelse Kathleen Mary Pickering huwen. Hij overleed uiteindelijk op bijna 91-jarige leeftijd.

## Militaire loopbaan
- Sergeant:[4]
- Reserve Tweede-luitenant der Cavalerie: 1 januari 1949[2]
- Reserve Eerste Luitenant: 1 januari 1951[2]
- Reserve Ritmeester: 1 november 1959[2]
- Reserve Majoor: 1 november 1969[2]

## Onderscheidingen
- Bronzen Leeuw op 14 december 1949 als dienstplichtig Huzaar der Eerste Klasse[2][5]
- Bronzen Kruis op 8 september 1945 als tijdelijk reserve Eerste luitenant[1]
- Kruis van Verdienste op 29 april 1943 als Marechaussee te voet[2][6]
- Oorlogsherinneringskruis met gesp "NEDERLAND MEI 1940"[2]
- Verzetsherdenkingskruis[2]
- Croix de guerre (1939-1945) met bronzen ster[2]
- Onderscheidingsteken voor Langdurige Dienst als officier met getal XXV[2]
- King's Commendation for Brave Conduct[2]